# Talon (muzyka)
Talon (fr. żabka w smyczku), au talon – sposób smyczkowania w grze na instrumencie smyczkowym, który polega na prowadzeniu smyczka możliwie jak najbliżej żabki.